# Simona Kossak (Film)
Simona Kossak ist ein Historiendrama von Adrian Panek. In der Filmbiografie spielt Sandra Drzymalska die polnische Biologin, Ökologin und Professorin für Forstwissenschaften Simona Kossak und Jakub Gierszał den Naturforscher, Fotografen und Schriftsteller Lech Wilczek. Der Film, der auf einem Roman von Anna Kamińska basiert, feierte im Juli 2024 beim polnischen Filmfestival Nowe Horyzonty seine Premiere und kam im November 2024 in die polnischen Kinos.

## Handlung
Simona Kossak, die Tochter des Kunstmalers Jerzy Kossak und Enkelin des berühmten Panoramamalers Wojciech Kossak, lässt nach ihrem Magisterexamen im Fach Forstwissenschaften an der Krakauer Jagellonen-Universität im Frühsommer 1974 alles hinter sich und tritt eine Stelle als Wissenschaftlerin in Białowieża an, um dort ihre Dissertation zu schreiben. Thema ist die Ernährung von Rehen. Sie lebt mitten im Wald, in einem Haus ohne Strom und fließendes Wasser, umgeben von der wilden Natur. Bei ihrer Arbeit macht sie die Bekanntschaft des Fotografen Lech Wilczek, mit dem sie die Liebe zur Natur und den Freiheitsgedanken teilt.
Bei ihren Feldstudien stellt sie fest, dass entgegen der bisher vorherrschenden Meinung Rehe nur äußerst selten Zweige von Jungbäumen verbeißen. Mit dieser Erkenntnis gerät sie in Konflikt mit den regionalen Parteifunktionären, die Vertreter der politischen Führung in Warschau regelmäßig zur Rehjagd in dem Naturreservat einladen. Sie widersteht auch dem Druck den Bezirksförsters Batura, der ihr mit dem Rauswurf droht, falls sie bei ihrer Hauptthese bleibe. Batura fürchtet, dass die Widerlegung des Arguments, Rehe müssten als Schädlinge im Walde dezimiert werden, die jagdfreudige Obrigkeit verärgert. Ein weiterer Handlungsstrang zeigt Simonas Konfrontation mit ihrer konservativen, strengen Mutter, die sich am freiheitlichen Lebensstil der Tochter stört. Simona und der Fotograf Lech, der ebenfalls in dem Waldhaus Quartier bezogen hat, werden ein Paar.

## Produktion

### Literarische Vorlage und Filmstab
Der Film basiert auf dem Roman Simona. Opowiesc o niezwyczajnym zyciu Simony Kossak von Anna Kamińska. Sie ist Absolventin der Universität Warschau. Basierend auf ihrem Buch entstand das Theaterstück Simona K. Calling in the Wilderness.
Regie führte Adrian Panek, der auch Kamińskas Buch für den Film adaptierte. Einige interessante Dinge über Simona Kossak, die in dem Buch nur grob gestreift oder nicht ausführlicher beschrieben wurden, hatte er von ihrer Nichte Joanna gehört, die noch immer noch in Białowieża lebt. Zu Paneks bekannteren früheren Arbeiten gehören Werewolf, Daas und der Kurzfilm Moja biedna glowa.

### Besetzung und Dreharbeiten
Sandra Drzymalska, bekannt aus einer Hauptrolle in Jerzy Skolimowskis Film EO und einer Nebenrolle in Mateusz Rakowiczs Actionfilm The Getaway King, spielt in der Titelrolle Simona Kossak. Agata Kulesza spielt Elżbieta Kossak, die Ehefrau von Jerzy Kossak und die Mutter von Simona. Jakub Gierszał ist in der Rolle des Schriftstellers Lech Wilczek zu sehen, Simonas Partner. Er spielte ebenfalls in The Getaway King und war auch in Paneks letztem Film Farben des Bösen: Rot zu sehen. Marianna Zydek spielt Simonas Schwester Gloria. Olga Boladz und Dariusz Chojnacki sind in den Rollen von Hanna Gucwinska und ihres Ehemannes Antoni Gucwinski zu sehen, die zu Simonas Zeit als Naturforscherin den Zoologischen Garten in Breslau leiteten.
Die Dreharbeiten fanden im Herbst 2023 statt. Die Aufnahmen entstanden zu einem großen Teil im Białowieża-Nationalpark in der Woiwodschaft Podlachien. Weil das Forsthaus, in dem Simona Kossak lebte, unter Denkmalschutz steht, baute Szenenbildnerin Agata Adamus dieses in der Gemeinde Kampinos nach, damit die Filmcrew während der Dreharbeiten freier agieren konnte. Als Kameramann fungierte Jakub Stolecki.

### Veröffentlichung
Die Premiere des Films war am 21. Juli 2024 beim polnischen Filmfestival Nowe Horyzonty. Ende September 2024 wurde er beim Polnischen Filmfestival in Gdynia gezeigt. Der Kinostart in Polen war am 22. November 2024.

## Auszeichnungen
Polnisches Filmfestival Gdynia 2024
- Nominierung als Bester Film für den Goldenen Löwen (Magdalena Kaminska, Adrian Panek und Agata Szymanska)
- Auszeichnung mit dem Film for the Climate Award (Adrian Panek)